# Luca Mihai
Luca Alessandro Mihai (Bucarest, 11 ottobre 2003) è un calciatore rumeno, centrocampista del CFR Cluj.

## Carriera
Trasferitosi a otto anni in Germania con i genitori, cresce nei settori giovanili di Karlsruhe e Astoria Walldorf; nel 2019 passa al Chievo, con cui resta fino al fallimento del club veronese. Nel 2021 viene quindi tesserato dal Bologna; il 31 gennaio 2022 passa alla SPAL. Il 21 luglio seguente viene ceduto in prestito al Trento, con cui inizia la carriera professionistica; il 31 gennaio 2023 si trasferisce, sempre a titolo temporaneo, all'AlbinoLeffe.
Il 21 luglio 2023 viene acquistato dal CFR Cluj; poco impiegato nella prima parte di stagione, il 25 gennaio 2024 passa in prestito al FC Politehnica Iași. Il 14 aprile seguente subisce un gravissimo infortunio durante la partita poi persa per 1-0 contro la Dinamo Bucarest, quando, dopo uno scontro di gioco con Josué Homawoo, subisce multiple fratture craniche nella zona dell'orecchio e la rottura del timpano, che lo costringono a un immediato ricovero ospedaliero. A causa di tale infortunio ha riportato problemi momentanei di vista ed è rimasto in stato di incoscienza per qualche giorno, oltre ad aver rischiato la paralisi; da quel momento è costretto a giocare con un caschetto protettivo. Dopo aver disputato due partite nella stagione successiva, a causa di un problema di tesseramento non riesce a trasferirsi al Gloria Buzău, rimanendo così fuori rosa; nel gennaio del 2025 riesce finalmente a passare al club rossoblù.

## Statistiche

### Presenze e reti nei club
Statistiche aggiornate al 12 luglio 2025.
| Stagione                   | Squadra                    | Campionato                 | Campionato | Campionato | Coppe nazionali | Coppe nazionali | Coppe nazionali | Coppe continentali | Coppe continentali | Coppe continentali | Altre coppe | Altre coppe | Altre coppe | Totale | Totale | Totale |
| Stagione                   | Squadra                    | Comp                       | Pres       | Reti       | Comp            | Pres            | Reti            | Comp               | Pres               | Reti               | Comp        | Pres        | Reti        | Pres   | Reti   |        |
| -------------------------- | -------------------------- | -------------------------- | ---------- | ---------- | --------------- | --------------- | --------------- | ------------------ | ------------------ | ------------------ | ----------- | ----------- | ----------- | ------ | ------ | ------ |
| 2022-gen. 2023             | Trento                     | C                          | 15         | 0          | CI-C            | 1               | 0               | -                  | -                  | -                  | -           | -           | -           | 16     | 0      |        |
| gen.-giu. 2023             | AlbinoLeffe                | C                          | 1          | 0          | CI-C            | -               | -               | -                  | -                  | -                  | -           | -           | -           | 1      | 0      |        |
| 2023-gen. 2024             | CFR Cluj                   | L1                         | 7          | 0          | CR              | 0               | 0               | UECL               | 0                  | 0                  | -           | -           | -           | 7      | 0      |        |
| gen.-giu. 2024             | FC Politehnica Iași        | L1                         | 10         | 0          | CR              | -               | -               | -                  | -                  | -                  | -           | -           | -           | 10     | 0      |        |
| lud.-dic. 2024             | FC Politehnica Iași        | L1                         | 2          | 0          | CR              | 1               | 0               | -                  | -                  | -                  | -           | -           | -           | 3      | 0      |        |
| Totale FC Politehnica Iași | Totale FC Politehnica Iași | Totale FC Politehnica Iași | 12         | 0          |                 | 1               | 0               |                    | -                  | -                  |             | -           | -           | 13     | 0      |        |
| gen.-giu. 2025             | Gloria Buzău               | L1                         | 18         | 0          | CR              | -               | -               | -                  | -                  | -                  | -           | -           | -           | 18     | 0      |        |
| 2025-2026                  | UTA Arad                   | L1                         | -          | -          | CR              | -               | -               | -                  | -                  | -                  | -           | -           | -           | -      | -      |        |
| Totale carriera            | Totale carriera            | Totale carriera            | 53         | 0          |                 | 2               | 0               |                    | 0                  | 0                  |             | -           | -           | 55     | 0      |        |